# Asovia maeoticaria
Asovia maeoticaria is een vlinder uit de familie spanners (Geometridae). De wetenschappelijke naam is voor het eerst geldig gepubliceerd in 1876 door Alpheraky.
De soort komt voor in Europa.